# ТРК «Бриз» (Керч)
Телерадіокампанія «Бриз» — мале приватне підприємство, засіб масової інформації в місті Керч.
Основними медіа компанії є:
- власне радіомовлення на частоті 107,6 МГц у Керчі та прилеглій території Ленінського району
- безкоштовна газета «Бриз-курьер», накладом 40 тисяч екземплярів
- сайт Kerch.fm[2]

## Історія

### 2013

Вечір пам'яті Георгія Гонгадзе, зорганізований ТРК «Бриз», 2013 рік

На початку серпня 2013 року представники міської влади розпочали тиск на ТРК «Бриз». Міські чиновники надіслали скаргу на роботу сайту Kerch.fm і ТРК «Бриз» до Національної ради з телебачення і радіомовлення України, запит до «Крименерго» на договір на постачання електроенергії до радіопередавача. Податкова інспекція зажадала пояснень щодо оформлення земельної ділянки під радіовежу компанії. Водоканал Керчі шість разів намагався перекрити телерадіокампанії воду. Міліція відкрила кримінальне провадження за фактом погроз вбивством меру Керчі, нібито розміщених у коментарях під статтею на сайті Kerch.fm.
29 серпня 2013 року Незалежна медіа-профспілка України повідомила, що Керченська міськрада ухвалила рішення про скасування оренди земельної ділянки, на якій розташовано ретрансляційну вежу телерадіокомпанії «Бриз». Рішення було прийнято в пакеті з 77-ма іншими ухвалами та порушенням Закону України «Про доступ до публічної інформації».